# Лададика
Лададика (грч. Λαδάδικα) је назив историјског насеља и карактеристичног подручја Солуна, Грчка.
Налази се у близини солунске луке, и вековима представља један од најзначајнијих пијачних тргова у граду. Име му потиче од многобројних продавница маслиновог уља које се тамо налазе. Многи солунски Јевреји су живели овде, док се такозвано „франкофоно насеље“, са француским и италијанским трговцима, налази поред њега.
Пред Први светски рат, ово насеље бива познато као Кварт црвених фењера, јер су се у њему налазили многи бордели. Од 1985. године, Министарство културе и спорта Грчке именује ово насеље културном баштином. Значајни архитектонски стил Лададике са грађевинама из 19. века обновљен је и заштићен.
У новије доба, прошавши кроз процес џентрификације током 1980. година, Лададика постаје кварт забаве, јер је инкорпорирала бројне барове, ноћне клубове, ресторане и кафане, управо у некадашњим продавницама маслиновог уља и трговачким складиштима, који се могу наћи на сваком кораку повезани пешачким улицама и малим трговима.